# Руська Івановка
Ру́ська Івано́вка (каз. Русская Ивановка) — село у складі Осакаровського району Карагандинської області Казахстану. Входить до складу Сариозецького сільського округу.
Населення — 111 осіб (2021; 180 у 2009, 261 у 1999, 344 у 1989).
Національний склад станом на 1989 рік:
- росіяни — 58 %;
- німці — 20 %.